# بمباران بانکوک
بمباران بانکوک (انگلیسی: Bombing of Bangkok in World War II) بمباران شهر بانکوک، تایلند در زمان جنگ جهانی دوم توسط متفقین جنگ جهانی دوم بود. همچنین هدف اولین مأموریت جنگی بوئینگ بی-۲۹ سوپرفورترس در ژوئن ۱۹۴۴ بود.